# HMS Endurance (A171, 1991)
HMS Endurance (A171) byl hlídkový ledoborec britského královského námořnictva. Původně se jednalo o civilní ledoborec MV Polar Circle roku 1991 zařazený britským námořnictvem a dodatečně upravený pro službu v Antarktidě. Sloužil pro hlídkování v oblastech Falkland, Jižní Georgie, Jižních Shetland a Antarktidy. Dále pro také hydrografický výzkum, přičemž úzce spolupracoval s organizací British Antarctic Survey. Roku 2008 byl vážně poškozen při nehodě a roku 2011 vyřazen. Červeně natřený ledoborec měl přezdívku Red Plum.

## Stavba

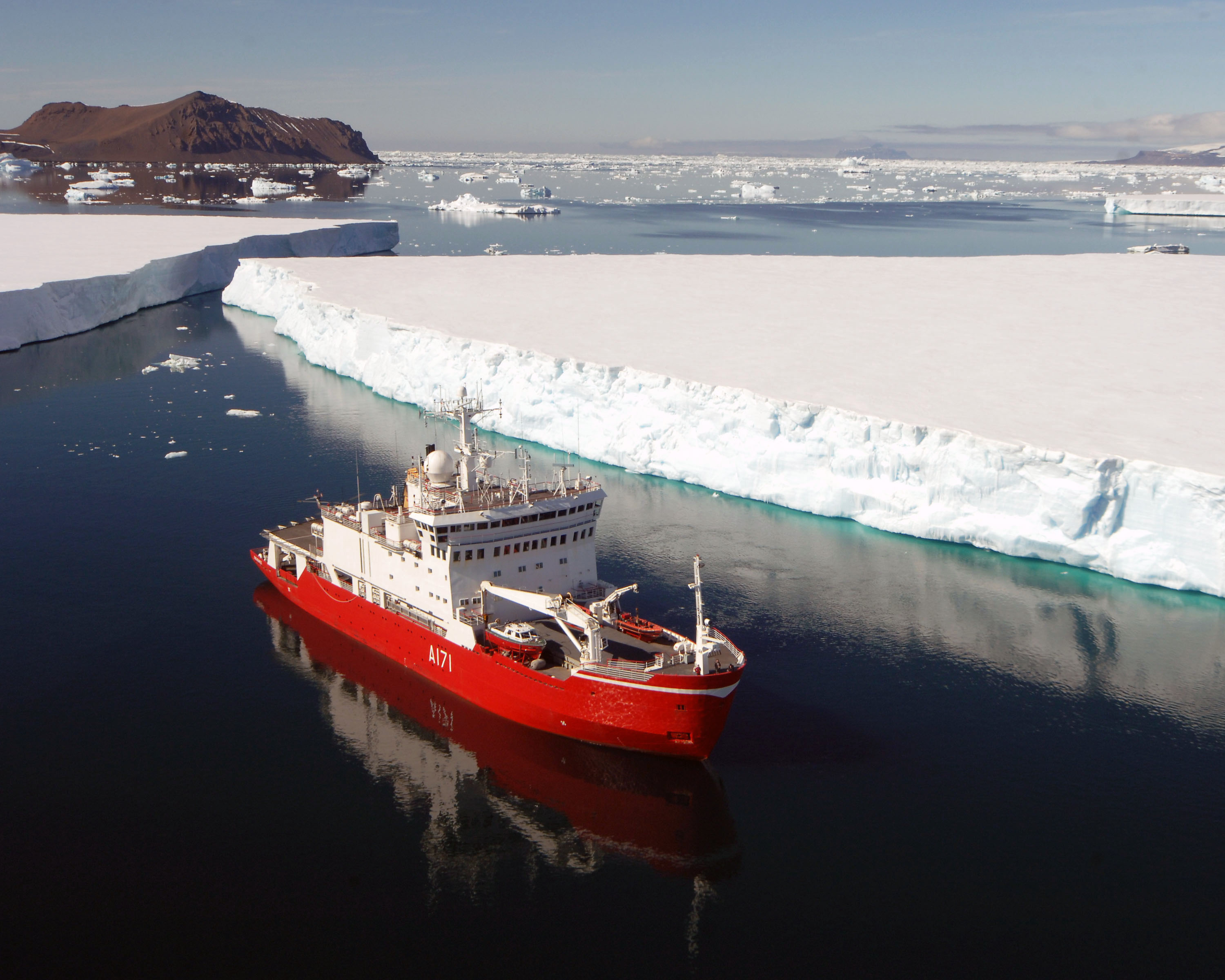
Endurance v roce 2007

Plavidlo bylo postaveno roku 1990 norskými loděnicemi jako ledoborec MV Polar Circle. Roku 1991 si britské námořnictvo loď pronajalo jako dočasnou náhradu za hlídkový ledoborec HMS Endurance (A171), který byl poškozen srážkou s ledovcem. Plavidlo do služby zařadilo 21. listopadu 1991 jako HMS Polar Circle a v květnu 1992 ji přejmenovalo na Endurance.

## Konstrukce

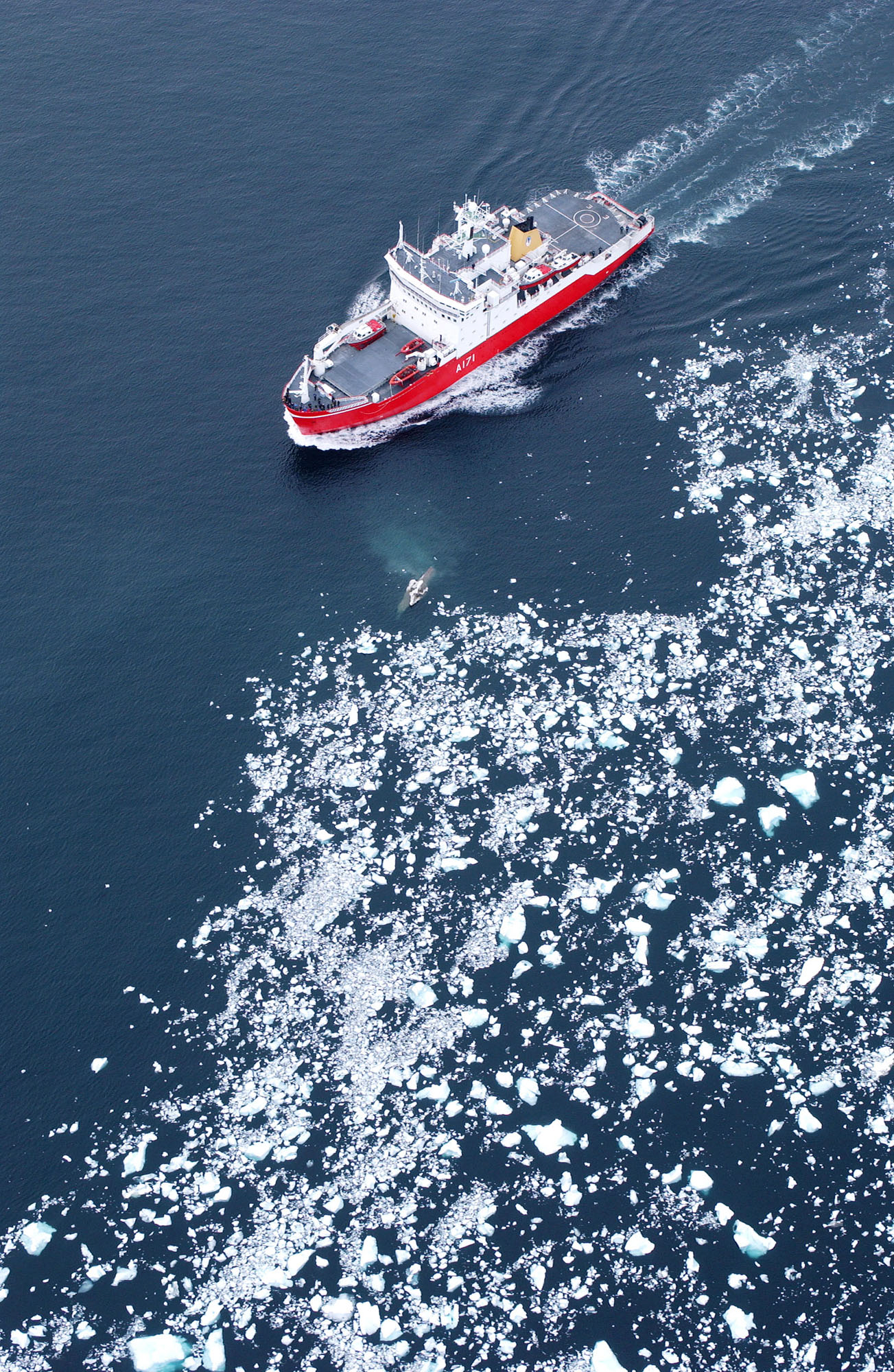
Endurance v roce 2005

Ledoborec mohl plout rychlostí 3 uzly ledem až metr silným. Na palubě mohl být přepravován výsadek Royal Marines. Na zádi se nacházela přistávací plocha a hangáry pro dva vrtulníky Westland Lynx. Pohonný systém tvořily dva diesely o výkonu 8000 shp. Nejvyšší rychlost dosahovala 15 uzlů. Dosah byl 24 600 námořních mil.

## Operační služba
Dne 16. prosince 2008 došlo na palubě ledoborce plujícího Magalhãesovým průlivem k vážné havárii. Kvůli neodborně provedené údržbě došlo poklopem k rozsáhlému průniku mořské vody do strojovny. Po opuštění strojovny loď přišla o svůj pohon a v jednu chvíli dosáhla náklonu 25 stupňů. Musela být zachraňována chilským a norským plavidlem. Chilským vrtulníkem bylo evakuováno celkem 15 osob. Později vyšetřování ministerstva obrany ukázalo, že při incidentu reálně hrozila ztráta plavidla kvůli převrácení, nebo ztroskotání (v místě nehody bylo moře velmi mělké).
V dubnu 2009 byl ledoborec kvůli nezbytným opravám přepraven do Portsmouthu na palubě speciálního plavidla MV Target. Samotná přeprava stála 4,3 milionů liber. Námořnictvo mělo původně v úmyslu loď opravit. Časem se ale ukázalo, že by oprava byla neekonomická. Roku 2011 byla loď vyřazena a později sešrotována.